# Eli Fara
Eli Fara (ur. 21 maja 1967 we wsi Drenovë k. Korczy) – albańska piosenkarka mezzosopranowa pochodzenia wołoskiego.

## Życiorys
W wieku 10 lat przeniosła się wraz z rodziną do Tirany. Uczyła się w szkole muzycznej, w klasie Josifa Mingi. W 1983 wystąpiła wraz z zespołem na Festiwalu Muzyki Ludowej w Gjirokastrze, śpiewając utwór skomponowany przez Josifa Mingę i Pavlo Shollę. Na tym samym festiwalu w 1988 zdobyła jedną z głównych nagród, wykonując piosenkę Qeraxhiu i wkrótce rozpoczęła karierę solową. W 2012 znalazła się w finale festiwalu Kënga Magjike, wykonując utwór Romale. W jej dorobku artystycznym dominują utwory z okolic Korczy, w tym znane w całej Albanii serenady korczańskie. Występuje także na koncertach w Kosowie i w Macedonii.
Przez władze Albanii została wyróżniona tytułem Zasłużonej Artystki (alb. Artist e Merituar).
Wystąpiła w albańskiej edycji Tańca z gwiazdami, wraz z Gerdem Vaso i zajęła 9. miejsce.
Mieszka w Tiranie. Jest rozwiedziona, ma córkę Marinę - studentkę prawa prywatnej uczelni.

## Dyskografia

### Single
- 2008: Aman Aman
- 2008: Të dua për vete
- 2011: Dasma e Madhe (Wielka miłość)
- 2012: Vetëm sonte
- 2012: Romale
- 2012: Je e vogël sa më s'ka (wspólnie z Aurelą Gaçe)
- 2012: Sa të deshte lalka ty (wspólnie z Aurelą Gaçe)
- 2013: Dënglat
- 2015: Në ke perëndi
- 2018: Zemra Rratatata (z Aurelą Gaçe)

### Albumy
- 1997: Po Të Pres
- 2008: Të dua për vete (Uwielbiam siebie)
- 2009: Hitet e Kaluara (Hity z przeszłości)